# Amanoa strobilacea
Amanoa strobilacea là một loàithực vật thuộc họ Euphorbiaceae. Loài này có ở Angola, Cameroon, Ghana, và Liberia. Chúng hiện đang bị đe dọa vì mất môi trường sống.